# 봉래초등학교 거운분교
봉래초등학교 거운분교는 대한민국 강원특별자치도 영월군에 있었던 공립 초등학교 분교이다.

## 학교 연혁
- 1934년 6월 10일: 영월공립보통학교 부설 거운간이학교 개교
- 2022년 2월 28일: 폐교[2]

## 참고 자료
- 봉래초등학교거운분교장 - 한국교육학술정보원 학교알리미